# Centnar
Centnar war ein polnisches Gewichtsmaß und galt für trockene Waren. Für Flüssigkeiten nahm man das Maß Watner. Die Gliederung in der Maßkette war diesem Maß gleich. Unterschied gab es nicht.
- 1 Centnar = 4 Kamien/Stein = 100 Funtow/Pfund = 1600 Unzen = 3200 Lot = 12800 Drachm = 40,5504 Kilogramm
- 1 Centnar = 100 Funtow = 4 Kamien/Stein

Das Funt rechnete man mit 405,504 Gramm, so dass der Centnar 40,5504 Kilogramm wog.
Im Freistaat Krakau wog man beispielsweise Eisen mit dem Centnar/Zentner und wertete den Zentner beim Verkauf entweder mit 100 oder 128 Funtow.
Der alte polnische, neue polnische und Krakauer Centnar glichen sich in den Vorkommastellen.